# Phacelophrynium robinsonii
Phacelophrynium robinsonii là một loài thực vật có hoa trong họ Marantaceae. Loài này được Valeton miêu tả khoa học đầu tiên năm 1917.